# N,N'-二(4-甲苯基)-1,4-苯二胺
N,N'-二(4-甲苯基)-1,4-苯二胺是一种有机化合物，化学式为C20H20N2。它可由1,4-二溴苯和4-甲基苯胺在叔丁醇钠的存在下（乙酸钯、三叔丁基膦催化）反应得到。其氨基剩下的氢还可以进一步和卤代烃反应。